# Усман ибн Тальха
Усман ибн Тальха (араб. عثمان بن طلحة‎ ʿUthmān ibn Ṭalḥa; ум. 651) — сподвижник исламского пророка Мухаммеда. Его отцом был Тальха ибн Абдулла (Абу Тальха) аль-Абдари, убитый Аз-Зубайром ибн аль-Аввамом в битве при Ухуде. До завоевания Мекки он был хранителем ключа от Каабы. Поэтому его называли «Садин Мекки». С тех пор, как Пророк Мухаммед передал ему ключ от Каабы, потомки сподвижников Мухаммеда наследуют ключ и титул «Садин Каабы» по сей день.

## Родословная
Родословная Усмана ибн Талхи представлена ниже:
Усман ибн Тальха ибн Абдулла ибн Абд аль-Узза ибн Усман ибн Абд аль-Дар ибн Кусай ибн Килаб ибн Мурра ибн Кааб ибн Луай ибн Галиб ибн Фихр ибн Малик ибн ан-Надр ибн Кинана ибн Хузайма ибн Мудрика (Амир) ибн Ильяс ибн Мудар ибн Низар ибн Маад ибн Аднан.

## Завоевание Мекки и обращение в ислам
В январе 630 года после завоевания Мекки Мухаммед обнаружил, что Кааба заперта. Он спросил: «У кого ключ?», и ему сказали, что он у Усмана ибн Тальхи. Мухаммед велел Али ибн Абу Талибу взять ключ у Усмана. Али подошёл к нему и спросил: «Не мог бы ты дать мне ключ?». Усман ответил: «Почему ты спрашиваешь? Кто-нибудь есть в Мекке?». Али ответил: «Мухаммад хочет этот ключ, чтобы войти в Каабу». Усман отказался отдать его. Али выхватил у него ключ и отдал Мухаммеду.
Мухаммад сказал, что получил откровение внутри Каабы, в котором ему было сказано «вернуть этот ключ его владельцу». Мухаммад велел Али вернуть ключ Усману ибн Тальхе и попросить прощения за содеянное. Али подошёл к Усману и сказал ему: «О Усман, я здесь, чтобы вернуть тебе этот ключ, который ты мне дал, и, пожалуйста, прости меня за этот поступок». Усман рассмеялся над ним и сказал: «Сначала ты пришёл сюда, чтобы отнять у меня ключ, а теперь приходишь ко мне, чтобы вернуть ключ». Али ответил: «Я забрал у тебя ключ, но Мухаммад получил откровение, чтобы вернуть его тебе». Али прочитал аят, и Усман сказал: «Аш хаду аллахилаха иллялла вахдаху ля шарика ляху ва аш хаду ана Мухаммада Абду ва расулу», и принял ислам.
Мухаммад передал ключ семье Бану Шайба, объявив: «Возьмите его, о дети Тальхи, навечно, до Судного дня, и он не будет отнят у вас, разве что несправедливым, деспотичным тираном».
После этого Усман ибн Тальха был признан одним из лучших сподвижников Мухаммеда.
Аль-Вакиди сообщает, что Усман принял ислам в июне 629 года одновременно с Халидом ибн аль-Валидом и жил в Медине, пока мусульманская армия не отправилась на завоевание.